# برينت ليتش
برينت ليتش (بالإنجليزية: Brent Leach)‏ هو لاعب كرة قاعدة أمريكي، ولد في 18 نوفمبر 1982 في فلوود في الولايات المتحدة.

## وصلات خارجية
- برينت ليتش على موقع دوري كرة القاعدة الرئيسي (الإنجليزية)
- برينت ليتش على موقع الدوري الياباني لكرة القاعدة (الإنجليزية)
- برينت ليتش على موقعبيزبول رفرنس.كوم (الدوري الرئيسي) (الإنجليزية)
- برينت ليتش على موقعبيزبول رفرنس.كوم (الدوري الثانوي) (الإنجليزية)
- برينت ليتش على موقع إي إس بي إن.كوم (أم.أل.بي) (الإنجليزية)
- برينت ليتش على موقع مشجعي الرسوم البيانية (الإنجليزية)